# Sivry-Courtry
Sivry-Courtry ist eine französische Gemeinde mit 1.108 Einwohnern (Stand: 1. Januar 2022) im Département Seine-et-Marne in der Region Île-de-France. Sie gehört zum Arrondissement Provins und zum Kanton Nangis. Die Einwohner heißen Sivryens.

## Geographie
Sivry-Courtry liegt etwa 47 Kilometer südöstlich von Paris. Das Gemeindegebiet wird vom Flüsschen Chaumont durchquert. Umgeben wird Sivry-Courtry von den Nachbargemeinden Moisenay im Norden, Blandy im Nordosten, Châtillon-la-Borde und La Chapelle-Gauthier im Osten, Le Châtelet-en-Brie im Südosten, Fontaine-le-Port im Süden, Chartrettes im Südwesten, Vaux-le-Pénil im Westen sowie Maincy im Nordwesten.

## Bevölkerungsentwicklung
| Jahr                      | 1962 | 1968 | 1975 | 1982 | 1990 | 1999 | 2006 | 2013 |
| Einwohner                 | 517  | 466  | 622  | 690  | 809  | 982  | 992  | 1154 |
| Quelle: Cassini und INSEE |      |      |      |      |      |      |      |      |

## Sehenswürdigkeiten
Siehe auch: Liste der Monuments historiques in Sivry-Courtry
- Kirche Saint-Germain in Sivry aus dem 14. Jahrhundert
- Kapelle von Courtry, frühere Kirche Saint-Laurent, aus dem 12./13. Jahrhundert
- Schloss Courtry aus dem 16. Jahrhundert (Westflügel), im Übrigen aus dem 18. Jahrhundert, seit 1946 Monument historique

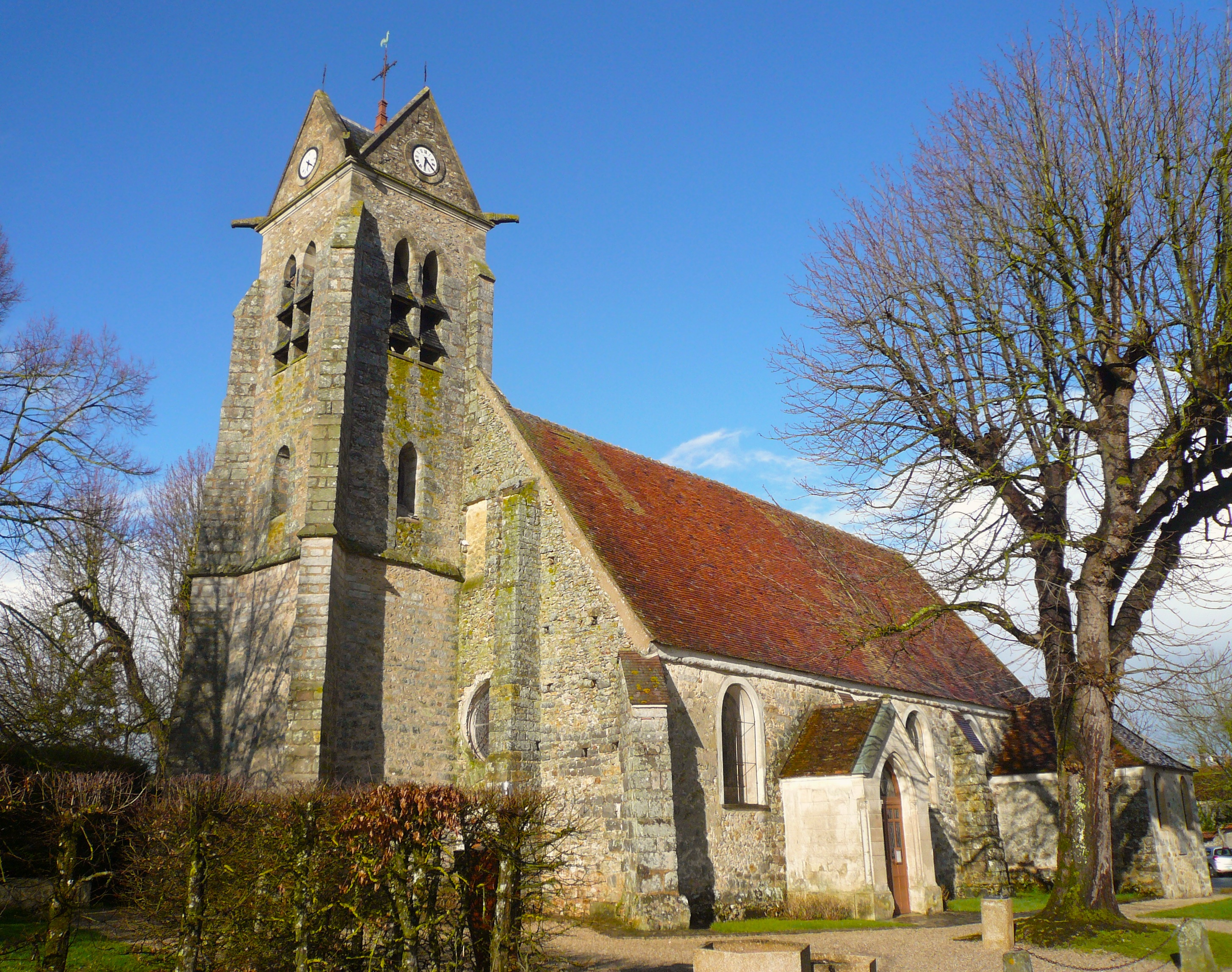
Kirche Saint-Germain
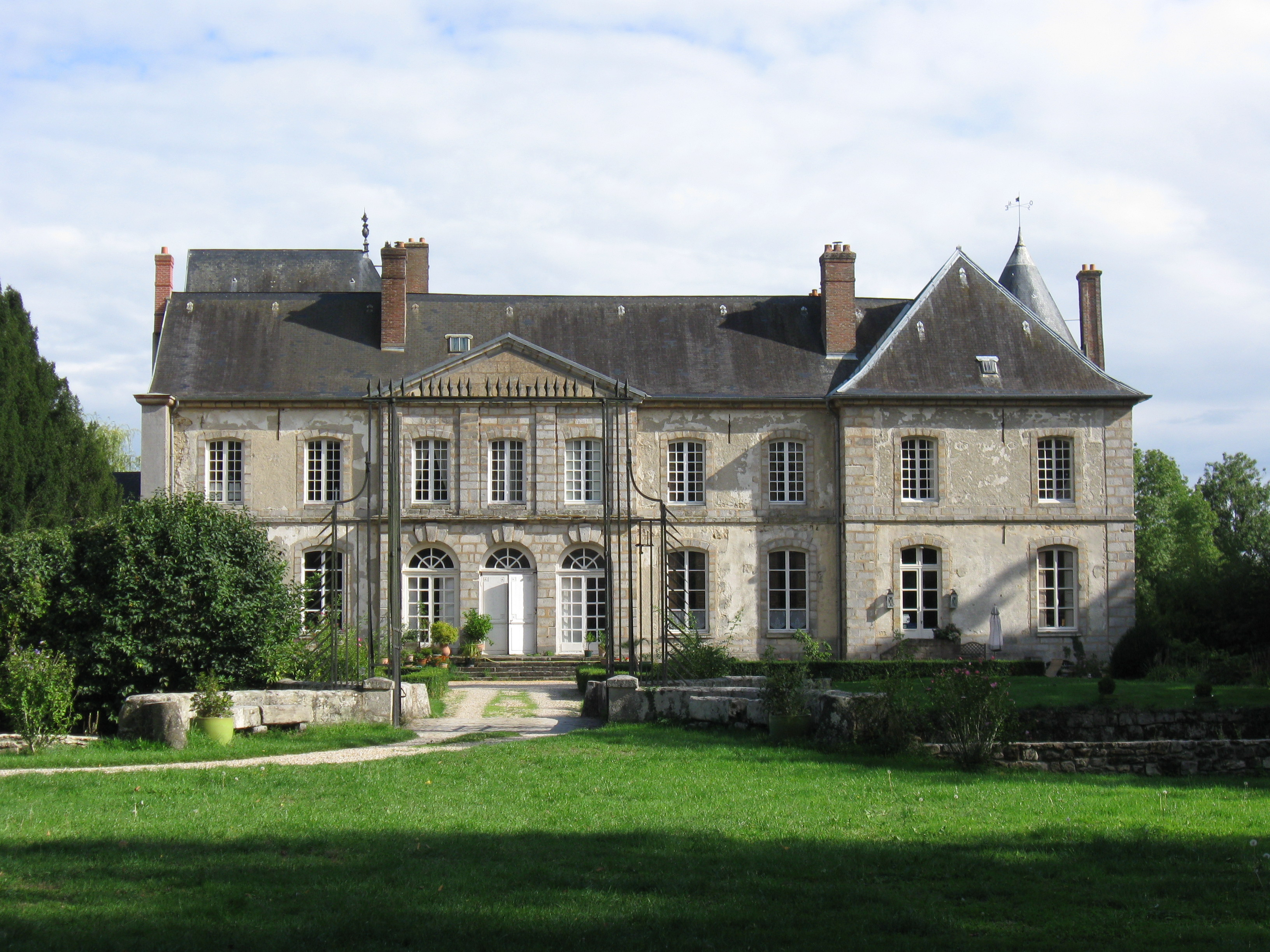
Schloss Courtry